# Contea di Montgomery (New York)
La contea di Montgomery (in inglese Montgomery County) è una contea dell'area centro-orientale dello Stato di New York negli Stati Uniti. Il capoluogo è Fonda.

## Geografia fisica
La contea si trova nel centro-est dello Stato. Il territorio è prevalentemente pianeggiante e corrisponde in larga parte alla valle del fiume Mohawk che scorre da ovest a est. Il Mohawk riceve da sud lo Schoharie Creek. Il canale Erie scorre da ovest a est parallelo al corso del Mohawk. Il capoluogo di contea è Fonda e la città più popolosa è Amsterdam, entrambe poste sul fiume Mohawk.

### Contee confinanti
- Contea di Fulton - nord
- Contea di Saratoga - nord-est
- Contea di Schenectady - est
- Contea di Schoharie - sud
- Contea di Otsego - sud-ovest
- Contea di Herkimer - ovest

## Storia
I primi abitanti del territorio della contea furono i nativi della confederazione irochese. Quando furono istituite le Province di New York nel 1683 l'area dell'attuale contea faceva parte della contea di Albany.  La contea fu istituita nel 1772 e inizialmente era stata denominata "contea di Tyron"; nel 1784 assunse il nome odierno, in onore di Richard Montgomery, generale dell'esercito coloniale che perse la vita nel 1775 nel corso della battaglia per la conquista di Québec.
La contea era molto più estesa di quella attuale. Nel 1791 ne fu separato il territorio con il quale furono istituite le contee di Herkimer, Otsego e Tioga. Nel 1802 ne venne separato una parte del territorio che avrebbe costituito la contea di St. Lawrence. Nel 1816 ne venne separato il territorio della contea di Hamilton ed infine nel 1838 ne fu separato il territorio che avrebbe costituito la contea di Fulton.

## Comuni

### City

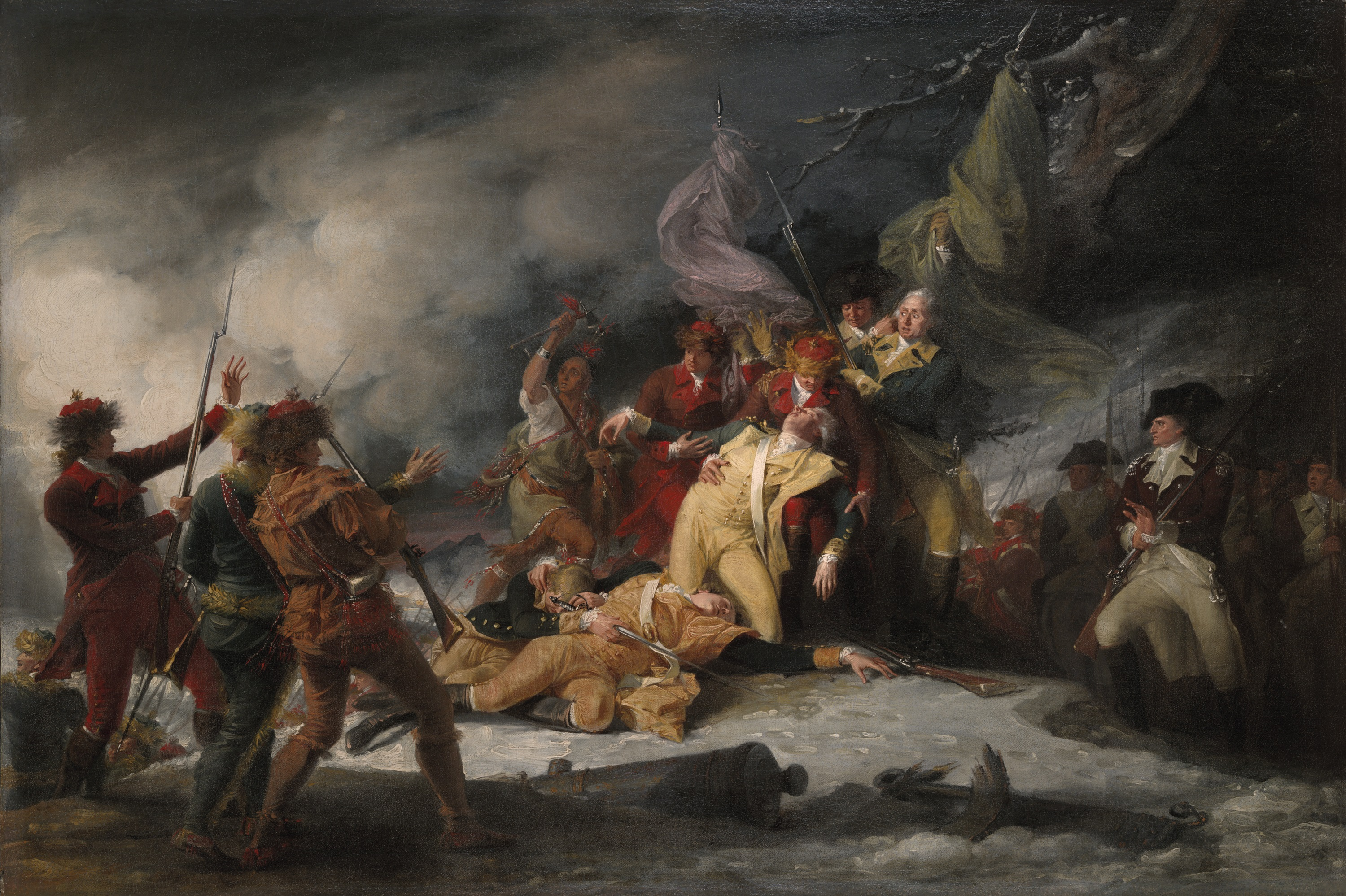
La morte del generale Montgomery. Dipinto di John Trumbull del 1786.

- Amsterdam

### Town
| - Amsterdam - Canajoharie - Charleston - Florida - Glen | - Minden - Mohawk - Palatine - Root - St. Johnsville |

### Village
- Ames
- Canajoharie
- Fonda
- Fort Johnson
- Fort Plain
- Fultonville
- Hagaman
- Nelliston
- Palatine Bridge

### CDP
- Tribes Hill